# Albi d'Oro - seconda serie
La seconda serie degli Albi d'Oro venne pubblicata dopo la Seconda guerra mondiale, con cadenza settimanale per 372 numeri, dal maggio 1946 fino al dicembre 1952 da Arnoldo Mondadori Editore, in una veste grafica completamente diversa e ripartendo da capo con la numerazione progressiva.
In questa serie vennero alternati personaggi della Disney (inizialmente ristampando storie anteguerra) con personaggi realistici e con materiale ristampato da precedenti pubblicazioni Arnoldo Mondadori Editore come Pecos Bill, Oklahoma! o anche personaggi della Warner Bros. quali Lollo Rompicollo e Meo Maramao, Braccio di Ferro e la trasposizione del film d'animazione La rosa di Bagdad. 
Dopo aver inizialmente ristampato storie disneyane anteguerra incominciarono a essere pubblicate storie inedite britanniche, argentine, americane (tra cui quelle di Carl Barks e quelle edite nella collana americana Four Color) e storie realizzate in Italia da Federico Pedrocchi, Pinochi, Nino Pagot e Luciano Bottaro.
47 numeri della serie sono stati ristampati da Edizioni IF; 78 numeri da Camillo Conti Edizioni; e 87 numeri dalla Mondadori.

## Albi

### 1946
| N. | Data         | Titolo                                         | Serie                 |
| -- | ------------ | ---------------------------------------------- | --------------------- |
| 1  | 11 maggio    | Il dottor Faust                                | Il dottor Faust       |
| 2  | 18 maggio    | Topolino e il selvaggio Giovedì                | Topolino              |
| 3  | 25 maggio    | Il dottor Faust (2ª parte)                     | Il dottor Faust       |
| 4  | 1º giugno    | Topolino giornalista                           | Topolino              |
| 5  | 8 giugno     | Virus, il mago della foresta morta             | Virus                 |
| 6  | 15 giugno    | Audax fra i contrabbandieri dello Yukon        | Audax                 |
| 7  | 22 giugno    | Mefistofele (3ª parte)                         | Il dottor Faust       |
| 8  | 29 giugno    | Topolino e la barriera invisibile              | Topolino              |
| 9  | 6 luglio     | I Cavalieri della fede (4ª parte)              | Il dottor Faust       |
| 10 | 13 luglio    | Topolino e il tesoro di Clarabella             | Topolino              |
| 11 | 20 luglio    | Zorro della metropoli                          | Zorro                 |
| 12 | 27 luglio    | Il mostro d'acciaio                            | Brick Bradford        |
| 13 | 3 agosto     | Topolino e l'elefante                          | Topolino              |
| 14 | 10 agosto    | La spada dei giganti                           | Il dottor Faust       |
| 15 | 17 agosto    | Topolino nel paese dei califfi                 | Topolino              |
| 16 | 24 agosto    | Ulceda la figlia del Gran Falco della prateria | Ulceda                |
| 17 | 31 agosto    | Topolino e i topi d'albergo                    | Topolino              |
| 18 | 7 settembre  | Lotta di mostri                                | Brick Bradford        |
| 19 | 14 settembre | Topolino e lo struzzo Oscar                    | Topolino              |
| 20 | 21 settembre | Maschera bianca                                | Ispettore Wade        |
| 21 | 28 settembre | Topolino agente della polizia segreta          | Topolino              |
| 22 | 5 ottobre    | Il polo "V"                                    | Virus                 |
| 23 | 12 ottobre   | La lampada di Aladino                          | Aladino               |
| 24 | 19 ottobre   | Gioietta portafortuna                          | Gioietta              |
| 25 | 26 ottobre   | Topolino e il tappeto magico (1ª parte)        | Topolino              |
| 26 | 2 novembre   | Il Principe Valentino                          | Il Principe Valentino |
| 27 | 9 novembre   | Topolino signore dei geni (2ª parte)           | Topolino              |
| 28 | 16 novembre  | Audax e i fuorilegge di Vancouver              | Audax                 |
| 29 | 23 novembre  | Topolino cercatore d'oro                       | Topolino              |
| 30 | 30 novembre  | Le avventure di Saturnino Farandola            | Saturnino Farandola   |
| 31 | 7 dicembre   | Topolino all'età della pietra                  | Topolino              |
| 32 | 14 dicembre  | Le meravigliose avventure di Pinocchio         | Pinocchio             |
| 33 | 21 dicembre  | Biancaneve e i 7 nani                          | Biancaneve            |
| 34 | 28 dicembre  | Il pirata del cielo (1ª parte)                 | Will Sparrow          |

### 1947
| N. | Data         | Titolo                                           | Serie                         |
| -- | ------------ | ------------------------------------------------ | ----------------------------- |
| 35 | 10 gennaio   | Topolino e il mostro bianco                      | Topolino                      |
| 36 | 20 gennaio   | Topolino cacciatore di balene                    | Topolino                      |
| 37 | 25 gennaio   | Topolino e il mistero dell'uomo nuvola           | Topolino                      |
| 38 | 1º febbraio  | Topolino e Pluto corridore                       | Topolino                      |
| 39 | 8 febbraio   | Topolino e il gorilla Spettro                    | Topolino                      |
| 40 | 15 febbraio  | Topolino e il segreto di Macchia Nera (1ª parte) | Topolino                      |
| 41 | 22 febbraio  | Topolino e la formula atomica (2ª parte)         | Topolino                      |
| 42 | 1º marzo     | Topolino e la banda dei piombatori (1ª parte)    | Topolino                      |
| 43 | 8 marzo      | Topolino e il mistero di casa Pancia (2ª parte)  | Topolino                      |
| 44 | 15 marzo     | Topolino vince sempre (3ª parte)                 | Topolino                      |
| 45 | 22 marzo     | I tre porcellini                                 | I tre porcellini              |
| 46 | 29 marzo     | Topolino nella casa dei fantasmi                 | Topolino                      |
| 47 | 5 aprile     | Topolino e l'illusionista                        | Topolino                      |
| 48 | 12 aprile    | Saturno contro la Terra (1ª parte)               | Saturno contro la Terra       |
| 49 | 19 aprile    | Topolino agente di pubblicità                    | Topolino                      |
| 50 | 26 aprile    | Topolino contro Robin Hood                       | Topolino                      |
| 51 | 3 maggio     | L'isola di sabbia (2ª parte)                     | Saturno contro la Terra       |
| 52 | 10 maggio    | Paperino fra i pellerossa                        | Paperino                      |
| 53 | 17 maggio    | Topolino e il boscaiolo                          | Topolino                      |
| 54 | 24 maggio    | Tim e Tom nel cuore del Tongo                    | Cino e Franco                 |
| 55 | 31 maggio    | Topolino re per forza                            | Topolino                      |
| 56 | 7 giugno     | Clarabella tra gli artigli del diavolo nero      | Topolino                      |
| 57 | 14 giugno    | La guerra dei pianeti (3ª parte)                 | Saturno contro la Terra       |
| 58 | 21 giugno    | Topolino e la macchina magica                    | Topolino                      |
| 59 | 28 giugno    | L'ombra di Rebo (4ª parte)                       | Saturno contro la Terra       |
| 60 | 5 luglio     | Paperino chiromante                              | Paperino                      |
| 61 | 12 luglio    | Audax contro Tigre                               | Audax                         |
| 62 | 19 luglio    | Topolino e il misterioso corvo                   | Topolino                      |
| 63 | 26 luglio    | Le sorgenti di fuoco (5ª parte)                  | Saturno contro la Terra       |
| 64 | 2 agosto     | Topolino e i sottomarini pirati                  | Topolino                      |
| 65 | 9 agosto     | Il tesoro di Bucaniero                           | Braccio di Ferro              |
| 66 | 16 agosto    | Paperino inviato speciale                        | Paperino                      |
| 67 | 23 agosto    | Lorono la regina dei vulcani                     | Cino e Franco                 |
| 68 | 30 agosto    | Topolino e la casa misteriosa                    | Topolino                      |
| 69 | 6 settembre  | Saturnino Farandola contro Fileas Fogg           | Saturnino Farandola           |
| 70 | 13 settembre | Paperino in Vulcanovia                           | Paperino                      |
| 71 | 20 settembre | Giorgio Ventura nel regno di Taranta             | Brick Bradford                |
| 72 | 27 settembre | Topolino e i raggi HK                            | Topolino                      |
| 73 | 4 ottobre    | Elio Fiamma nel 3000                             | Buck Rogers                   |
| 74 | 11 ottobre   | Topolino e l'esperimento del professor Trukk     | Topolino                      |
| 75 | 18 ottobre   | Il flagello dei mari del Sud (2ª parte)          | Will Sparrow                  |
| 76 | 25 ottobre   | I tre porcellini e il rivelatore di bugie        | I tre porcellini              |
| 77 | 1º novembre  | Il sacro vaso dei Dasyous (3ª parte)             | Will Sparrow                  |
| 78 | 8 novembre   | Paperino sciatore                                | Paperino                      |
| 79 | 15 novembre  | La cima del diavolo                              | La cima del diavolo           |
| 80 | 22 novembre  | Topolino e Billy il topo                         | Topolino                      |
| 81 | 29 novembre  | Lo squadrone dei cento                           | Kit Carson                    |
| 82 | 6 dicembre   | Paperino cacciatore di canguri                   | Paperino                      |
| 83 | 13 dicembre  | L'amazzone bianca                                | Kit Carson                    |
| 84 | 20 dicembre  | Almanacco Topolino 1948                          | Almanacco Topolino (speciale) |
| 85 | 27 dicembre  | La tigre del Nepal                               | Ted Feller                    |

### 1948
| N.  | Data         | Titolo                                        | Serie                         |
| --- | ------------ | --------------------------------------------- | ----------------------------- |
| 86  | 3 gennaio    | Topolino e Pippo poliziotti                   | Topolino                      |
| 87  | 10 gennaio   | L'ultimo pirata della Malesia                 | Aeroporto Z                   |
| 88  | 17 gennaio   | Papernocchio                                  | Paperino                      |
| 89  | 24 gennaio   | Il pilota mascherato                          |                               |
| 90  | 31 gennaio   | Topolino nel paese di Natale                  | Topolino                      |
| 91  | 7 febbraio   | Il falco della prateria                       |                               |
| 92  | 14 febbraio  | Paperino e la scimmia Chica                   | Paperino                      |
| 93  | 21 febbraio  | Fra i canachi di Matareva                     | Fra i canachi di Matareva     |
| 94  | 28 febbraio  | L'eco di ghiaccio                             |                               |
| 95  | 6 marzo      | Topolino nell'isola di Spettro                | Topolino                      |
| 96  | 13 marzo     | L'isola Giovedì                               | L'isola Giovedì               |
| 97  | 20 marzo     | Giorgio Ventura nel mondo degli atomi         | Brick Bradford                |
| 98  | 27 marzo     | Paperino capo pompiere                        | Paperino                      |
| 99  | 3 aprile     | Il Moschettiere Alato                         |                               |
| 100 | 10 aprile    | L'elemento 88                                 | Brick Bradford                |
| 101 | 17 aprile    | Topolino e le gesta di Folgore                | Topolino                      |
| 102 | 24 aprile    | L'acqua misteriosa                            |                               |
| 103 | 1º maggio    | L'inafferrabile                               |                               |
| 104 | 8 maggio     | Topolino e l'orchidea nera                    | Topolino                      |
| 105 | 15 maggio    | La grande sfida                               |                               |
| 106 | 22 maggio    | La foresta del terrore                        | Brick Bradford                |
| 107 | 29 maggio    | Paperino e l'oro gelato                       | Paperino                      |
| 108 | 5 giugno     | La primula rossa                              |                               |
| 109 | 12 giugno    | Il demone dello spazio                        | Buck Rogers                   |
| 110 | 19 giugno    | Topolino e il vampiro della prateria          | Topolino                      |
| 111 | 26 giugno    | Tom il vendicatore                            |                               |
| 112 | 3 luglio     | Il cavaliere nero                             | Lone Ranger                   |
| 113 | 10 luglio    | Almanacco estivo                              | Almanacco Topolino (speciale) |
| 114 | 17 luglio    | I conquistatori del tempo                     | I conquistatori del tempo     |
| 115 | 24 luglio    | Il castello di San Velario (1ª parte)         | Il castello di San Velario    |
| 116 | 31 luglio    | Topolino negromante                           | Topolino                      |
| 117 | 7 agosto     | Il mistero degli specchi velati (2ª parte)    | Il castello di San Velario    |
| 118 | 14 agosto    | La voce invisibile                            |                               |
| 119 | 21 agosto    | Topolino e l'inventore pazzo                  | Topolino                      |
| 120 | 28 agosto    | Il terrore di Allagalla                       |                               |
| 121 | 4 settembre  | L'anello del re di Francia                    |                               |
| 122 | 11 settembre | 3 paperoavventure                             | Paperino                      |
| 123 | 18 settembre | L'orda infernale                              |                               |
| 124 | 25 settembre | Il ponte dei fantasmi                         | Lone Ranger                   |
| 125 | 2 ottobre    | Topolino e gli spaventapasseri                | Topolino                      |
| 126 | 9 ottobre    | Gengis Khan                                   |                               |
| 127 | 16 ottobre   | Gli evasi del Tibet (4ª parte)                | Will Sparrow                  |
| 128 | 23 ottobre   | Paperino e il vaso cinese                     | Paperino                      |
| 129 | 30 ottobre   | I banditi del Monte Coyote                    |                               |
| 130 | 6 novembre   | Audax fra i cacciatori di pellicce            | Audax                         |
| 131 | 13 novembre  | Diario degli amici di Topolino                | Topolino (speciale)           |
| 132 | 20 novembre  | Il re delle tenebre (5ª parte)                | Will Sparrow                  |
| 133 | 27 novembre  | La giungla degli agguati                      |                               |
| 134 | 4 dicembre   | Paperino e la valanga umana                   | Paperino                      |
| 135 | 11 dicembre  | Giorgio Ventura e il mistero del tunnel n. 10 | Brick Bradford                |
| 136 | 18 dicembre  | I due sceriffi                                | Lone Ranger                   |
| 137 | 25 dicembre  | Almanacco di Topolino 1949                    | Almanacco Topolino (speciale) |

### 1949
| N.  | Data         | Titolo                                             | Serie                         |
| --- | ------------ | -------------------------------------------------- | ----------------------------- |
| 138 | 1º gennaio   | Paperino e l'albero di Natale                      | Paperino                      |
| 139 | 8 gennaio    | Bambi                                              | Bambi (speciale)              |
| 140 | 15 gennaio   | Giorgio Ventura contro Taxi Sombrero               | Brick Bradford                |
| 141 | 22 gennaio   | L'impero del silenzio (6ª parte)                   | Will Sparrow                  |
| 142 | 29 gennaio   | Topolino e la scoperta dell'Atlantide              | Topolino                      |
| 143 | 5 febbraio   | Giorgio Ventura e l'oro del tempio                 | Brick Bradford                |
| 144 | 12 febbraio  | La sconfitta di Will Sparrow (7ª parte)            | Will Sparrow                  |
| 145 | 19 febbraio  | Dumbo                                              | Dumbo (speciale)              |
| 146 | 26 febbraio  | Tommy del circo                                    | Tommy del Circo               |
| 147 | 5 marzo      | La meravigliosa avventura                          |                               |
| 148 | 12 marzo     | Paperino cannoniere atomico                        | Paperino                      |
| 149 | 19 marzo     | Tommy contro Grande Charlie                        | Tommy del Circo               |
| 150 | 26 marzo     | Condor West il fuorilegge                          | The Lone Ranger               |
| 151 | 2 aprile     | I figli di Bambi                                   | Bambi (speciale)              |
| 152 | 9 aprile     | La mano dalle tre dita                             |                               |
| 153 | 16 aprile    | Giorgio Ventura e il diabolico Fuego (1ª parte)    | Brick Bradford                |
| 154 | 23 aprile    | Bongo                                              |                               |
| 155 | 30 aprile    | Giorgio Ventura contro Fuego il pirata (2ª parte)  | Brick Bradford                |
| 156 | 7 maggio     | Paperino sceriffo di Val Mitraglia                 | Paperino                      |
| 157 | 14 maggio    | Il cavaliere della notte (1ª parte)                | Il cavaliere della notte      |
| 158 | 21 maggio    | Il solitario (2ª parte)                            | Il cavaliere della notte      |
| 159 | 28 maggio    | La piccola Fiordiluna                              |                               |
| 160 | 4 giugno     | La grande avventura di Marco Za                    |                               |
| 161 | 11 giugno    | Il campione del mondo                              |                               |
| 162 | 18 giugno    | Il dominatore della Malesia                        |                               |
| 163 | 25 giugno    | I tre porcellini e la lampada meravigliosa         | I tre porcellini              |
| 164 | 2 luglio     | Il raggio mortale                                  | I conquistatori del tempo     |
| 165 | 9 luglio     | L'astuto coniglietto                               |                               |
| 166 | 16 luglio    | Le avventure di Benvenuto Cellini                  |                               |
| 167 | 23 luglio    | La spia                                            |                               |
| 168 | 30 luglio    | Almanacco estivo di Topolino                       | Almanacco Topolino (speciale) |
| 169 | 6 agosto     | Gli uomini di cristallo                            | Mandrake                      |
| 170 | 13 agosto    | Capitan l'Audace (1ª parte)                        | Capitan l'Audace              |
| 171 | 20 agosto    | Topolino e il tesoro del rajah                     | Topolino                      |
| 172 | 27 agosto    | Il bandito gentiluomo                              |                               |
| 173 | 3 settembre  | La congiura (2ª parte)                             | Capitan l'Audace              |
| 174 | 10 settembre | Paperino disoccupato                               | Paperino                      |
| 175 | 17 settembre | L'assalto al Grammont (3ª parte)                   | Capitan l'Audace              |
| 176 | 24 settembre | Le meravigliose avventure di Kit Carson (1ª parte) | Kit Carson                    |
| 177 | 1º ottobre   | I tre porcellini e l'ipoteca                       | I tre porcellini              |
| 178 | 8 ottobre    | Lo spirito della prateria (1ª parte)               | Kit Carson                    |
| 179 | 15 ottobre   | La sposa di un giorno (1ª parte)                   | La sposa di un giorno         |
| 180 | 22 ottobre   | Paperino e i 40 ladroni                            | Paperino                      |
| 181 | 29 ottobre   | La spada di Domokos (2ª parte)                     | La sposa di un giorno         |
| 182 | 5 novembre   | Il lupo mannaro pugilatore                         |                               |
| 183 | 12 novembre  | Mastino contro Koto                                |                               |
| 184 | 19 novembre  | Braccio di Ferro sulla nave dei fantasmi           | Braccio di Ferro              |
| 185 | 26 novembre  | I tre caballeros                                   | I tre caballeros (speciale)   |
| 186 | 3 dicembre   | I lupi del Fiume Rosso (n° 1)                      | Pecos Bill (1ª serie)         |
| 187 | 10 dicembre  | La valle dei misteri (n° 2)                        | Pecos Bill (1ª serie)         |
| 188 | 17 dicembre  | Il rodeo dei desperados (n° 3)                     | Pecos Bill (1ª serie)         |
| 189 | 24 dicembre  | Almanacco di Topolino 1950                         | Almanacco Topolino (speciale) |
| 190 | 31 dicembre  | Le due frecce (n° 4)                               | Pecos Bill (1ª serie)         |

### 1950
| N.  | Data         | Titolo                                             | Serie                         |
| --- | ------------ | -------------------------------------------------- | ----------------------------- |
| 191 | 7 gennaio    | L'urlo del lupo bianco (n° 5)                      | Pecos Bill (1ª serie)         |
| 192 | 14 gennaio   | Eta Beta e lo scassinatore fantasma                | Topolino                      |
| 193 | 21 gennaio   | Il fiume di fuoco (1ª parte)                       | I conquistatori del tempo     |
| 194 | 28 gennaio   | La sconfitta di Pecos Bill (n° 6)                  | Pecos Bill (1ª serie)         |
| 195 | 4 febbraio   | Biancaneve e i 7 nani (ristampa del n° 33)         | Biancaneve                    |
| 196 | 11 febbraio  | Il segreto dei fachiri                             |                               |
| 197 | 18 febbraio  | La piantagione maledetta (n° 7)                    | Pecos Bill (1ª serie)         |
| 198 | 25 febbraio  | Topolino e il mago Carigù                          | Topolino                      |
| 199 | 4 marzo      | Sostig il pirata (2ª parte)                        | I conquistatori del tempo     |
| 200 | 11 marzo     | Pecos Bill contro Pecos Bill (n° 8)                | Pecos Bill (1ª serie)         |
| 201 | 18 marzo     | Eta Beta e l'atombrello                            | Topolino                      |
| 202 | 25 marzo     | Paperino e le tigri reali                          | Paperino                      |
| 203 | 1º aprile    | Vita per vita (n° 9)                               | Pecos Bill (1ª serie)         |
| 204 | 8 aprile     | Tippete eroe della foresta                         | Bambi                         |
| 205 | 15 aprile    | Topolino e la chiave smarrita                      | Topolino                      |
| 206 | 22 aprile    | La rivolta dei Nenguiritos (n° 10)                 | Pecos Bill (1ª serie)         |
| 207 | 29 aprile    | Topolino e l'isola dei pirati - Pippo peso massimo | Topolino                      |
| 208 | 6 maggio     | Paperino e il sentiero dell'unicorno               | Paperino                      |
| 209 | 13 maggio    | Texas in fiamme (n° 11)                            | Pecos Bill (1ª serie)         |
| 210 | 20 maggio    | La rivincita di Pecos Bill (n° 12)                 | Pecos Bill (1ª serie)         |
| 211 | 27 maggio    | Paperino e il paese dei totem                      | Paperino                      |
| 212 | 3 giugno     | Il segreto di Carveston (n° 13)                    | Pecos Bill (1ª serie)         |
| 213 | 10 giugno    | Il prigioniero della città morta (n° 14)           | Pecos Bill (1ª serie)         |
| 214 | 17 giugno    | Topolino e il ladro fantasma                       | Topolino                      |
| 215 | 24 giugno    | Sfida al deserto (n° 15)                           | Pecos Bill (1ª serie)         |
| 216 | 1º luglio    | La vendetta del meticcio (n° 16)                   | Pecos Bill (1ª serie)         |
| 217 | 8 luglio     | Almanacco estivo                                   | Almanacco Topolino (speciale) |
| 218 | 15 luglio    | La strada del pianto (n° 17)                       | Pecos Bill (1ª serie)         |
| 219 | 22 luglio    | La caverna dei totem (n° 18)                       | Pecos Bill (1ª serie)         |
| 220 | 29 luglio    | Il processo di Eta Beta                            | Topolino                      |
| 221 | 5 agosto     | La fonte della giovinezza (n° 19)                  | Pecos Bill (1ª serie)         |
| 222 | 12 agosto    | I vampiri di Gran Quivera (n° 20)                  | Pecos Bill (1ª serie)         |
| 223 | 19 agosto    | Paperino e il bagno forzato                        | Paperino                      |
| 224 | 26 agosto    | La maledizione degli Osages (n° 21)                | Pecos Bill (1ª serie)         |
| 225 | 2 settembre  | Il tradimento di Penna Bianca (n° 22)              | Pecos Bill (1ª serie)         |
| 226 | 9 settembre  | Topolino e la bertuccia                            | Topolino                      |
| 227 | 16 settembre | Il sentiero degli agguati (n° 23)                  | Pecos Bill (1ª serie)         |
| 228 | 23 settembre | L'attacco alla diligenza (n° 24)                   | Pecos Bill (1ª serie)         |
| 229 | 30 settembre | Paperino e Bombo Suino                             | Paperino                      |
| 230 | 7 ottobre    | Il ponte della morte (n° 25)                       | Pecos Bill (1ª serie)         |
| 231 | 14 ottobre   | La setta del serpente (n° 26)                      | Pecos Bill (1ª serie)         |
| 232 | 21 ottobre   | Topolino e l'ospite inatteso                       | Topolino                      |
| 233 | 28 ottobre   | La regina bianca (n° 27)                           | Pecos Bill (1ª serie)         |
| 234 | 4 novembre   | Il lago del terrore (n° 28)                        | Pecos Bill (1ª serie)         |
| 235 | 11 novembre  | Topolino e il drago                                | Topolino                      |
| 236 | 18 novembre  | L'agguato nella foresta (n° 29)                    | Pecos Bill (1ª serie)         |
| 237 | 25 novembre  | Il segreto della regina bianca (n° 30)             | Pecos Bill (1ª serie)         |
| 238 | 2 dicembre   | Luna insanguinata (n° 31)                          | Pecos Bill (1ª serie)         |
| 239 | 9 dicembre   | Cenerentola                                        | Cenerentola (speciale)        |
| 240 | 16 dicembre  | Ombre gialle (n° 32)                               | Pecos Bill (1ª serie)         |
| 241 | 22 dicembre  | Almanacco di Topolino 1951                         | Almanacco Topolino (speciale) |
| 242 | 30 dicembre  | La rosa di Bagdad                                  | La rosa di Bagdad             |

### 1951
| N.  | Data         | Titolo                                  | Serie                                       |
| --- | ------------ | --------------------------------------- | ------------------------------------------- |
| 243 | 6 gennaio    | I guadi della sete (n° 33)              | Pecos Bill (1ª serie)                       |
| 244 | 13 gennaio   | Paperino e lo Spirito del '76           | Paperino                                    |
| 245 | 20 gennaio   | Gli schiavi del fiume (n° 34)           | Pecos Bill (1ª serie)                       |
| 246 | 27 gennaio   | La nave del drago (n° 35)               | Pecos Bill (1ª serie)                       |
| 247 | 3 febbraio   | Topolino e l'occhio di lince            | Topolino                                    |
| 248 | 10 febbraio  | Il giardino dei demoni (n° 36)          | Pecos Bill (1ª serie)                       |
| 249 | 17 febbraio  | La sposa dei fiori (n° 37)              | Pecos Bill (1ª serie)                       |
| 250 | 24 febbraio  | Paperino re del circo                   | Paperino                                    |
| 251 | 3 marzo      | L'ultima sponda (n° 38)                 | Pecos Bill (1ª serie)                       |
| 252 | 10 marzo     | L'abisso dei fantasmi (n° 39)           | Pecos Bill (1ª serie)                       |
| 253 | 17 marzo     | Paperino piantatore                     | Paperino                                    |
| 254 | 24 marzo     | L'acqua che uccide (n° 40)              | Pecos Bill (1ª serie)                       |
| 255 | 31 marzo     | Almanacco di Pecos Bill (n° 41)         | Pecos Bill (1ª serie)                       |
| 256 | 7 aprile     | Topolino e l'isola Tam Tam              | Topolino                                    |
| 257 | 14 aprile    | I falchi del Trans Pecos (n° 42)        | Pecos Bill (1ª serie)                       |
| 258 | 21 aprile    | Fiesta a El Paso (n° 43)                | Pecos Bill (1ª serie)                       |
| 259 | 28 aprile    | Topolino e il mistero della foresta     | Topolino                                    |
| 260 | 5 maggio     | Manuela, la matadora (n° 44)            | Pecos Bill (1ª serie)                       |
| 261 | 12 maggio    | Appuntamento con l'ignoto (n° 45)       | Pecos Bill (1ª serie)                       |
| 262 | 19 maggio    | Paperino e la muccacervo                | Paperino                                    |
| 263 | 26 maggio    | Wekota il rinnegato (n° 46)             | Pecos Bill (1ª serie)                       |
| 264 | 2 giugno     | Il prigioniero di Villa Plata (n° 47)   | Pecos Bill (1ª serie)                       |
| 265 | 9 giugno     | Paperino e il povero orfanello          | Paperino                                    |
| 266 | 16 giugno    | I ribelli del Texas (n° 48)             | Pecos Bill (1ª serie)                       |
| 267 | 23 giugno    | Estremo sacrificio (n° 49)              | Pecos Bill (1ª serie)                       |
| 268 | 30 giugno    | Almanacco estivo                        | Almanacco Topolino (speciale)               |
| 269 | 7 luglio     | Rotaie insanguinate (n° 50)             | Pecos Bill (1ª serie)                       |
| 270 | 14 luglio    | Duello all'americana (n° 51)            | Pecos Bill (1ª serie)                       |
| 271 | 21 luglio    | Topolino miliardario                    | Topolino                                    |
| 272 | 28 luglio    | Il cavaliere mascherato (n° 52)         | Pecos Bill (1ª serie)                       |
| 273 | 4 agosto     | La grande rivolta (n° 53)               | Pecos Bill (1ª serie)                       |
| 274 | 11 agosto    | Paperino e gli astuti clandestini       | Paperino                                    |
| 275 | 18 agosto    | La galoppata di Pecos Bill (n° 54)      | Pecos Bill (1ª serie)                       |
| 276 | 25 agosto    | I cavalieri del cielo (n° 55)           | Pecos Bill (1ª serie)                       |
| 277 | 1º settembre | Topolino e il ranch della morte         | Topolino                                    |
| 278 | 8 settembre  | Le amazzoni del Chippewas (n° 56)       | Pecos Bill (1ª serie)                       |
| 279 | 15 settembre | Lampo dell'Ovest (n° 57)                | Pecos Bill (1ª serie)                       |
| 280 | 22 settembre | Topolino nel castello stregato          | Topolino                                    |
| 281 | 29 settembre | La legge della prateria (n° 58)         | Pecos Bill (1ª serie)                       |
| 282 | 6 ottobre    | Jane Calamity contro Pecos Bill (n° 59) | Pecos Bill (1ª serie)                       |
| 283 | 13 ottobre   | Lo scrigno delle 7 perle                |                                             |
| 284 | 20 ottobre   | La casa dello spettro (n° 60)           | Pecos Bill (1ª serie)                       |
| 285 | 27 ottobre   | Il tesoro maledetto (n° 61)             | Pecos Bill (1ª serie)                       |
| 286 | 3 novembre   | Paperino e gli alligatori               | Paperino                                    |
| 287 | 10 novembre  | La prova suprema (n° 62)                | Pecos Bill (1ª serie)                       |
| 288 | 17 novembre  | Bax contro il grande nemico             |                                             |
| 289 | 24 novembre  | Le ultime dodici ore (n° 63)            | Pecos Bill (1ª serie)                       |
| 290 | 1º dicembre  | Alice nel paese delle meraviglie        | Alice nel Paese delle Meraviglie (speciale) |
| 291 | 8 dicembre   | Oltre l'orizzonte (n° 64)               | Pecos Bill (1ª serie)                       |
| 292 | 15 dicembre  | La scomparsa di Pecos Bill (n° 65)      | Pecos Bill (1ª serie)                       |
| 293 | 22 dicembre  | Almanacco Topolino 1952                 | Almanacco Topolino (speciale)               |
| 294 | 29 dicembre  | Sulla pista di Santa Fé (n° 1)          | Pecos Bill (2ª serie)                       |

### 1952
| N.  | Data         | Titolo                                                | Serie                                          |
| --- | ------------ | ----------------------------------------------------- | ---------------------------------------------- |
| 295 | 5 gennaio    | La montagna fiammeggiante (n° 2)                      | Pecos Bill (2ª serie)                          |
| 296 | 12 gennaio   | La festa del non-compleanno                           | (speciale)                                     |
| 297 | 19 gennaio   | La foresta inviolabile (n° 3)                         | Pecos Bill (2ª serie)                          |
| 298 | 26 gennaio   | La notte senza fine (n° 4)                            | Pecos Bill (2ª serie)                          |
| 299 | 2 febbraio   | Paperino e i ladri di bestiame                        | Paperino                                       |
| 300 | 9 febbraio   | La valle delle tempeste (n° 5)                        | Pecos Bill (2ª serie)                          |
| 301 | 16 febbraio  | Alba di morte (n° 6)                                  | Pecos Bill (2ª serie)                          |
| 302 | 23 febbraio  | Paperino multimultimiliardario                        | Paperino                                       |
| 303 | 1º marzo     | I pirati del grande lago (n° 7)                       | Pecos Bill (2ª serie)                          |
| 304 | 8 marzo      | Il laccio di fuoco (n° 8)                             | Pecos Bill (2ª serie)                          |
| 305 | 15 marzo     | Topolino e i contrabbandieri di gioielli              | Topolino                                       |
| 306 | 22 marzo     | Rosa di Messico (n° 9)                                | Pecos Bill (2ª serie)                          |
| 307 | 29 marzo     | La fuorilegge senza volto (n° 10)                     | Pecos Bill (2ª serie)                          |
| 308 | 5 aprile     | Topolino e il leone miope                             | Topolino                                       |
| 309 | 12 aprile    | La casa sulla collina (n° 11)                         | Pecos Bill (2ª serie)                          |
| 310 | 19 aprile    | Gli scotennatori dell'Hudson (n° 12)                  | Pecos Bill (2ª serie)                          |
| 311 | 26 aprile    | Paperino e l'ospitalità del vecchio Sud               | Paperino                                       |
| 312 | 3 maggio     | Alla deriva (n° 13)                                   | Pecos Bill (2ª serie)                          |
| 313 | 10 maggio    | La figlia dei lupi (n° 14)                            | Pecos Bill (2ª serie)                          |
| 314 | 17 maggio    | Topolino e il lama BamBa                              | Topolino                                       |
| 315 | 24 maggio    | La morte bianca (n° 15)                               | Pecos Bill (2ª serie)                          |
| 316 | 31 maggio    | Solo contro tutti (n° 16)                             | Pecos Bill (2ª serie)                          |
| 317 | 7 giugno     | Paperino e la disfida dei dollari                     | Paperino                                       |
| 318 | 14 giugno    | Gli occhi fosforescenti (n° 17)                       | Pecos Bill (2ª serie)                          |
| 319 | 21 giugno    | I senza terra (n° 18)                                 | Pecos Bill (2ª serie)                          |
| 320 | 28 giugno    | Almanacco estivo                                      | Almanacco Topolino (speciale)                  |
| 321 | 5 luglio     | La roccia rossa (n° 19)                               | Pecos Bill (2ª serie)                          |
| 322 | 12 luglio    | Paperino e le onorificenze                            | Paperino                                       |
| 323 | 18 luglio    | Il fiume di nebbia (n° 20)                            | Pecos Bill (2ª serie)                          |
| 324 | 23 luglio    | I guerriglieri del Missouri (n° 1-2)                  | Oklahoma! - (serie della prateria)             |
| 325 | 25 luglio    | Osvaldo Leprotto, febbre di primavera                 | Osvaldo Leprotto - (serie comica)              |
| 326 | 30 luglio    | La spada sommersa (n° 3)                              | Oklahoma! - (serie della prateria)             |
| 327 | 1º agosto    | Topolino e l'automa indovino                          | Topolino - (serie comica)                      |
| 328 | 6 agosto     | La grotta d'oro (n° 21)                               | Pecos Bill (2ª serie) - (serie della prateria) |
| 329 | 8 agosto     | Meo e Maramao, liscio e busso                         | Meo e Maramao - (serie comica)                 |
| 330 | 13 agosto    | La grande avventura di Belle Starr (n° 4)             | Oklahoma! - (serie della prateria)             |
| 331 | 15 agosto    | Lollo Rompicollo e il mistero del circo               | Lollo Rompicollo - (serie comica)              |
| 332 | 20 agosto    | Il segreto della regina (n° 22)                       | Pecos Bill (2ª serie) - (serie della prateria) |
| 333 | 20 agosto    | Topolino e l'eredità dello zio buonanima              | Topolino - (serie comica)                      |
| 334 | 27 agosto    | La tredicesima stella (n° 5)                          | Oklahoma! - (serie della prateria)             |
| 335 | 29 agosto    | Osvaldo Leprotto e lo zio Giacomone                   | Osvaldo Leprotto - (serie comica)              |
| 336 | 3 settembre  | Salto nell'ignoto (n° 23)                             | Pecos Bill (2ª serie) - (serie della prateria) |
| 337 | 5 settembre  | Meo e Maramao in La colpa è della foto                | Meo e Maramao - (serie comica)                 |
| 338 | 10 settembre | Il grande assalto (n° 6)                              | Oklahoma! - (serie della prateria)             |
| 339 | 12 settembre | Paperino e il cimitero vichingo                       | Paperino - (serie comica)                      |
| 340 | 17 settembre | La flottiglia fantasma (n° 24)                        | Pecos Bill (2ª serie) - (serie della prateria) |
| 341 | 20 settembre | Lollo Rompicollo e il mistero del villaggio scomparso | Lollo Rompicollo - (serie comica)              |
| 342 | 24 settembre | La vendetta di Jesse James (n° 7)                     | Oklahoma! - (serie della prateria)             |
| 343 | 27 settembre | Osvaldo Leprotto nel Texas                            | Osvaldo Leprotto - (serie comica)              |
| 344 | 1º ottobre   | Il mistero del lago (n° 25)                           | Pecos Bill (2ª serie) - (serie della prateria) |
| 345 | 4 ottobre    | I sette nani cattivi contro i sette nani buoni        | Biancaneve - (serie comica)                    |
| 346 | 8 ottobre    | Caccia all'uomo! (n° 8)                               | Oklahoma! - (serie della prateria)             |
| 347 | 11 ottobre   | Lollo Rompicollo sceicco per forza                    | Lollo Rompicollo - (serie comica)              |
| 348 | 15 ottobre   | Il deserto bianco (n° 26)                             | Pecos Bill (2ª serie) - (serie della prateria) |
| 349 | 18 ottobre   | Lollo Rompicollo e l'elefante bianco                  | Lollo Rompicollo - (serie comica)              |
| 350 | 22 ottobre   | Tradimento a Forte Granger (n° 9)                     | Oklahoma! - (serie della prateria)             |
| 351 | 25 ottobre   | Topolino e la spedizione di capitan Tricheco          | Topolino - (serie comica)                      |
| 352 | 29 ottobre   | Al palo della tortura (n° 27)                         | Pecos Bill (2ª serie) - (serie della prateria) |
| 353 | 1º novembre  | Osvaldo Leprotto e gli aquiloni                       | Osvaldo Leprotto - (serie comica)              |
| 354 | 5 novembre   | Guerriglieri, in sella! (n° 10)                       | Oklahoma! - (serie della prateria)             |
| 355 | 8 novembre   | Meo e Maramao, casa mia, casa mia                     | Meo e Maramao - (serie comica)                 |
| 356 | 12 novembre  | La luna sorge tardi (n° 28)                           | Pecos Bill (2ª serie) - (serie della prateria) |
| 357 | 15 novembre  | Paperino contro l'uomo d'oro                          | Paperino - (serie comica)                      |
| 358 | 19 novembre  | Si salvi chi può! (n° 11)                             | Oklahoma! - (serie della prateria)             |
| 359 | 22 novembre  | Meo e Maramao, malattia del sonno                     | Meo e Maramao - (serie comica)                 |
| 360 | 26 novembre  | La legge della foresta (n° 29)                        | Pecos Bill (2ª serie) - (serie della prateria) |
| 361 | 29 novembre  | Osvaldo Leprotto e i doni pasquali                    | Osvaldo Leprotto - (serie comica)              |
| 362 | 3 dicembre   | Per l'onore del Sud small>(n° 12)                     | Oklahoma! - (serie della prateria)             |
| 363 | 6 dicembre   | Paperino nel mare di Groenlandia                      | Paperino - (serie comica)                      |
| 364 | 10 dicembre  | L'uomo del Sud (n° 30)                                | Pecos Bill (2ª serie) - (serie della prateria) |
| 365 | 13 dicembre  | Lollo Rompicollo toreador                             | Lollo Rompicollo - (serie comica)              |
| 366 | 17 dicembre  | I sei del Texas (n° 13)                               | Oklahoma! - (serie della prateria)             |
| 367 | 20 dicembre  | Lollo Rompicollo e la miniera di uranio               | Lollo Rompicollo - (serie comica)              |
| 368 | 24 dicembre  | Il segreto di Tommy Bukardoo (n° 31)                  | Pecos Bill (2ª serie) - (serie della prateria) |
| 369 | 27 dicembre  | Almanacco Topolino 1953                               | Almanacco Topolino (speciale) - (serie comica) |
| 370 | 27 dicembre  | Mumbo Jumbo, maschera nera (n° 14)                    | Oklahoma! - (serie della prateria)             |
| 371 | 30 dicembre  | Lollo Rompicollo e la lozione miracolosa              | Lollo Rompicollo - (serie comica)              |
| 372 | 31 dicembre  | Il dollaro canadese (n° 32)                           | Pecos Bill (2ª serie) - (serie della prateria) |